# پسر ژنرال
پسر ژنرال (انگلیسی: General's Son) یک فیلم در ژانر اکشن، نئو-نوآر، جنایی، و درام به کارگردانی ایم کوان-تا است که در سال ۱۹۹۰ منتشر شد.